# Donatus von Arezzo
Donatus von Arezzo (italienisch San Donato d’Arezzo; * um 300 in Nikomedia; † 7. August 362 in Arezzo) ist der Schutzpatron von Arezzo und war der zweite Bischof der Stadt. Er wird als Märtyrer und Heiliger der katholischen Kirche verehrt.
Im Martyrologium Hieronymianum wird Donatus als Bischof und Bekenner des Glaubens beschrieben. In einer frühen Hagiographie aus der Zeit von Gregor dem Großen wird Donatus als Märtyrer in der Christenverfolgung unter Kaiser Julian Apostata genannt.
Der Überlieferung nach stammte er aus Nikomedia (dem heutigen İzmit) und starb am 7. August 362 unter der Herrschaft Kaiser Julians. Nach anderen Quellen gilt als Sterbedatum der 7. August 304.

## Legende
Bischof Severin aus Arezzo berichtet in seiner Passio Donati, dass Donatus bereits als Kind mit seiner Familie von Nikomedia nach Rom kam. Nachdem er seine Eltern verloren hatte, wurde er vom christlichen Priester Pymenius unterrichtet.
Nach einer Christenverfolgung in Rom floh Donatus nach Arezzo und arbeitete mit dem Mönch Hilarian zusammen, um den christlichen Glauben zu verbreiten.
Donatus wurde vom Bischof von Arezzo, dem späteren heiligen Satyrus von Arezzo, zum Diakon und Priester geweiht und predigte fortan in der Stadt und in der Region.
Im Jahr 346 wurde er von Papst Julius I. zum Bischof geweiht und als „Apostel der Toskana“ bezeichnet. Donatus war ein Befürworter des Konzils von Nicäa und ein Gegner des Arianismus.
Nach dem Tod des Bischofs Satyrus wurde Donatus zum zweiten Bischof von Arezzo ernannt, ein Mann namens Anthimus war sein Diakon.
Nach der Legende war sein Wirken bei der Evangelisierung der Heiden sehr erfolgreich und er hat auch zahlreiche Wunder bewirkt. Nach Severin soll Donatus eine Frau namens Euphrosina wieder zum Leben erweckt und einen Drachen bekämpft und getötet haben. Eine blinde Frau namens Syriana machte er wieder sehend und er exorzierte einen Dämon, der den Sohn des römischen Präfekten von Arezzo befallen hatte. Unter den zahlreichen Wundern ist die Legende vom Kelchwunder die bekannteste. Während einer Messe soll er einen zerbrochenen Abendmahlskelch auf wundersame Weise wieder zusammengefügt haben und in diesem den Wein an die Gläubigen gereicht haben, worauf 79 Heiden zum Christentum übertraten.
Im Februar 362 verkündete Kaiser Julian das Rhetorenedikt, um die Religionsfreiheit zu garantieren, in Wirklichkeit wollte er aber den Einfluss des Christentums verringern. Kurze Zeit später wurden Bischof Donatus und der Mönch Hilarinus vom Präfekten von Arezzo verhaftet. Hilarinus erlitt am 16. Juli 362 den Märtyrertod, während Donatus am 7. August in Arezzo nach zahlreichen Martern enthauptet wurde.

## Verehrung
Sein Nachfolger, Bischof Gelasius, baute an der Stelle seines Grabes auf dem Hügel Pionta in Arezzo eine Erinnerungsstätte, dort entstand später die erste Kathedrale von Arezzo.
Die Gebeine des Donatus gelangten von Arezzo in die Pfarrkirche der Gemeinde Castiglione Messer Raimondo (Provinz Teramo), der gläserne Sarg mit den Gebeinen wird hier alle fünf Jahre in einer Prozession durch die Straßen getragen.
Im Jahre 1612 kamen Reliquien des Heiligen auch in die Pfarrkirche Santa Maria degli Angeli von Acerno (Provinz Salerno). Hier wird in jedem Jahr am 7. August die Silberbüste mit seinen Reliquien in einer Prozession durch den Ort getragen.
In der Krypta der Stadtpfarrkirche Santa Maria della Pieve in Arezzo wird eine Reliquienbüste des hl. Donatus von 1346 gezeigt.
Im Jahr 1384 eroberte der französische Heerführer Enguerrand VII. de Coucy Arezzo und plünderte es aus. Mit der wertvollen Kopfreliquie des hl. Donatus überquerte er den Apennin.
In Forlì konnte die Reliquie vom Bürgermeister ausgelöst und mit großer Verehrung aufbewahrt werden, bis sie wieder nach Arezzo zurückkehrte.
Eine große silberne Reliquienbüste des Donatus aus dem 13. Jahrhundert befindet sich heute im Nationalmuseum Neapel.
Im Jahr 1125 wurden die Gebeine des hl. Donatus von Evorea (ehem. Bischof von Euröa auf der Insel Zypern) in die Kirche Santa Maria e San Donato auf der Insel Murano bei Venedig gebracht. In deren Hauptaltar wurden diese Reliquien (sowie einige Knochen des von ihm getöteten Drachen – in Wirklichkeit sind es Walknochen) aufbewahrt. Heute wird in der Kirche aber der hl. Donatus von Arezzo verehrt, siehe Anmerkung.
Im August findet in Cividale del Friuli und Terno d’Isola ein „Palio di San Donato“ statt. Donatus von Arezzo und St. Emidius sind die Schutzheiligen von Guardiagrele.
Jährlich zwischen dem 6. und 8. August findet in dieser Stadt ein Fest zu Ehren dieser Heiligen statt, in der das Bildnis des Donatus in einer Prozession durch die Straßen von Guardiagrele getragen wird.
Der liturgische Gedenktag des hl. Donatus ist der 7. August.
Seine Attribute sind Buch, Kelch, Drachen und Schwert.

### Patrozinien
Er ist der Schutzpatron von Arezzo und der Patron der Bäcker. Er gilt auch als Beschützer der Epileptiker, weil er mit der wunderbaren Heilung eines Kindes von dieser Krankheit in Verbindung gebracht wird. Der deutsche Ethnologe Thomas Hauschild hat von 1982 bis 2000 den Kult des heiligen Donatus im süditalienischen Ripacandida in der Provinz Potenza (Basilikata) erforscht. Als „Heiliger, der schlägt“ wurde Donatus dort mindestens seit dem 12. Jahrhundert mit Bußriten verehrt als Helfer bei hungerbedingten Krämpfen, geistiger Behinderung, Epilepsie und Wahnsinn. Bis heute zieht die Wallfahrt vom 5. bis zum 7. August zehntausende von Pilgern an.
Donatus von Arezzo war auch Patron des alten Bistums Meißen und ist neben dem hl. Benno einer der Schutzpatrone des heutigen Bistums Dresden-Meißen.
Donatus wird in vielen italienischen Kommunen als Schutzpatron verehrt, z. B. in
- Arezzo
- Acerno
- Castel del Monte
- Castiglione Messer Raimondo
- Cividale del Friuli
- Guardiagrele
- Monteforte Cilento bei Salerno
- Pinerolo

Zu den Kirchen unter seinem Patrozinium zählen:
in Italien:
- Kathedrale von Arezzo
- Dom von Acerno (Concattedrale di San Donato)
- Kathedrale San Donato von Pinerolo
- Pieve di San Donato Milanese (Propsteikirche) in San Donato Milanese
- Chiesa di San Donato in Siena
- Chiesa di San Donato in Valle in Moimacco
- San Donato in Calenzano
- San Donato in Civita di Bagnoregio
- San Donato in Lecce
- San Paolino (Lucca)
- San Donato in Terricciola
- San Donato in Varazze

Deutschland:
- Meißner Dom St. Johannis und St. Donatus
- Freiberg ehemalige mittelalterliche Donatskirche, noch heute existieren der Donatsturm und der Donatsfriedhof

Luxemburg:
- Donatuskapelle (Roeser)

Das Patrozinium des hl. Donatus von Arezzo ist zu unterscheiden von Donatuskirchen, die sich auf andere Heilige gleichen Namens beziehen, vgl. heiliger Donatus, z. B. Donatus von Münstereifel († vor 180), Donatus von Evorea († um 381) oder Donatus von Zadar († um 811).

## Darstellungen des hl. Donatus in der Kunst
- Das Tarlati-Polyptychon von Pietro Lorenzetti (1280–1348) in der Kirche Santa Maria della Pieve in Arezzo zeigt den hl. Donatus (1320)
- Reliquienbüste des hl. Donatus von 1346 in der Krypta der Kirche Santa Maria della Pieve in Arezzo
- Hauptaltar mit dem Marmorretabel und Marmorsarkophag des hl. Donatus (Arca marmorea di San Donato) im Dom von Arezzo (14. Jh.)
- Altarbild der Madonna di Piazza mit den heiligen Johannes der Täufer, Donatus, Johannes Evangelist und Matthäus von Andrea del Verrocchio und Lorenzo di Credi in der Kathedrale di San Zeno von Pistoia (um 1480)[9]
- Altarbild „Der Hl. Donatus und der Steuereintreiber“ von Lorenzo di Credi im Worcester Art Museum, urspr. in der Predella der Madonna di Piazza in Pistoia
- Porträtbild des hl. Donatus von Filippino Lippi im North Carolina Museum of Art (1496)
- Altarbild „Das Wunder des Hl. Donatus“ von Jusepe de Ribera im Musée de Picardie in Amiens (17. Jh.)
- Standbilder von Johannes, dem Evangelisten und Donatus, dem Bischof von Arezzo – Patrone des Meißner Doms (14. Jh.)
- Statue des hl. Donatus im Dom St. Marien zu Wurzen
- Bronzetür am Portal der Kirche San Donato in Valle in Moimacco mit der Legende des hl. Donatus von Guido Tavagnacco
- Statue des hl. Donatus über dem Portal der Auferstehungskirche in San Donato di Lecce
- Donatus-Portal an der Frauenkirche München von Ignaz Günther (1772)

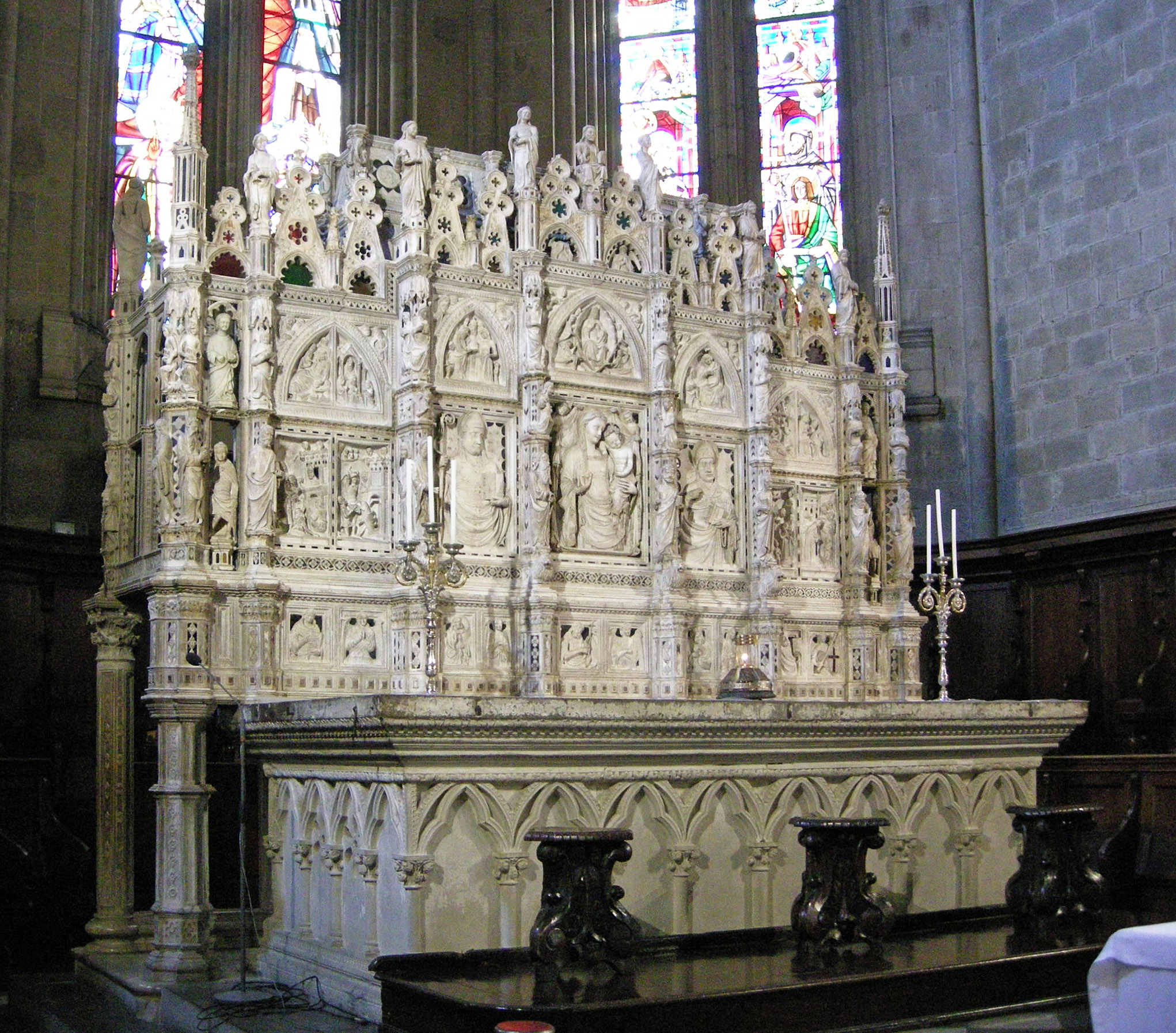
Der Marmorsarkophag des hl. Donatus in Dom von Arezzo (15.°Jh.)
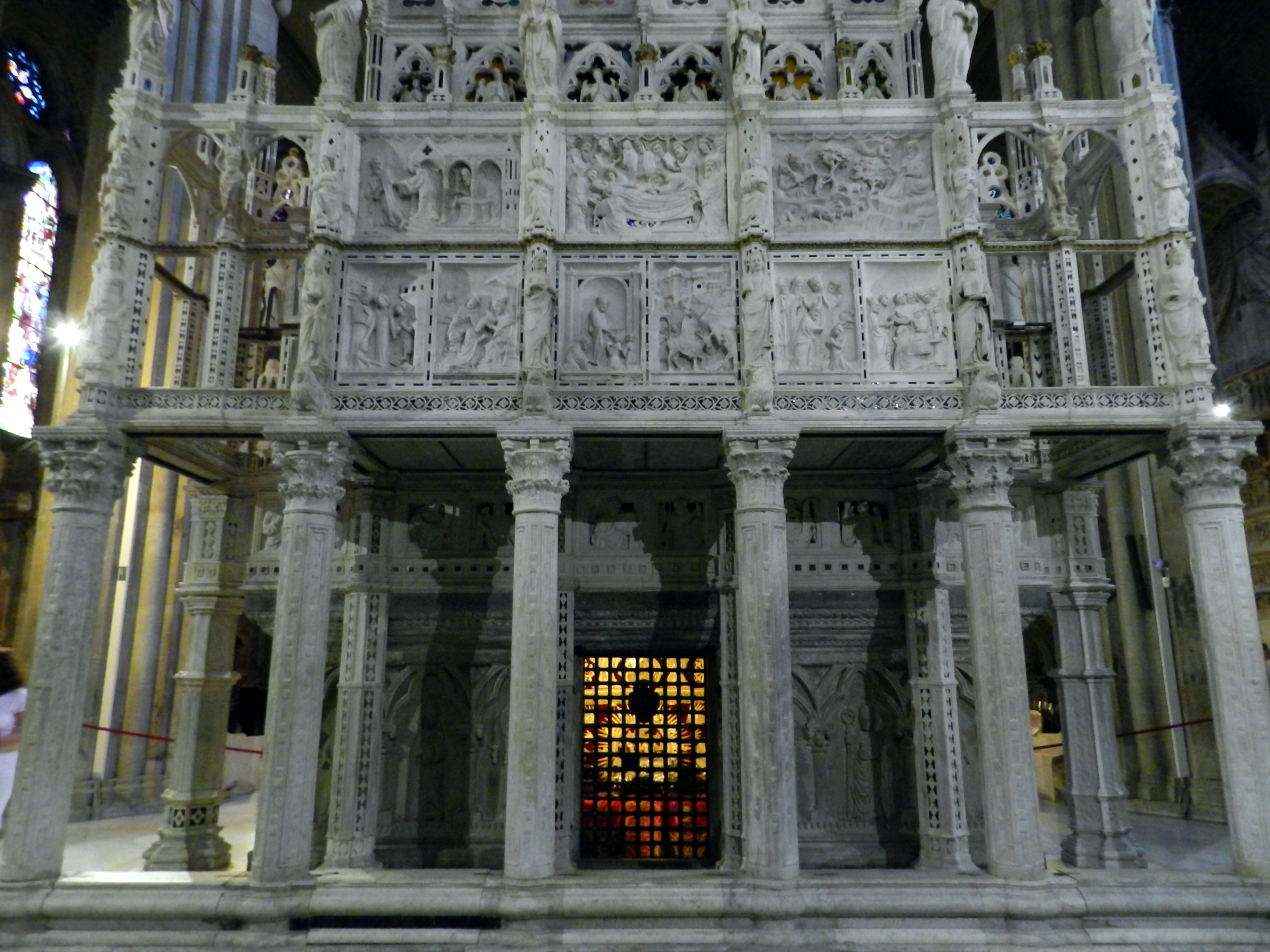
Grabmal des hl. Donatus von Arezzo in der Kathedrale von Arezzo
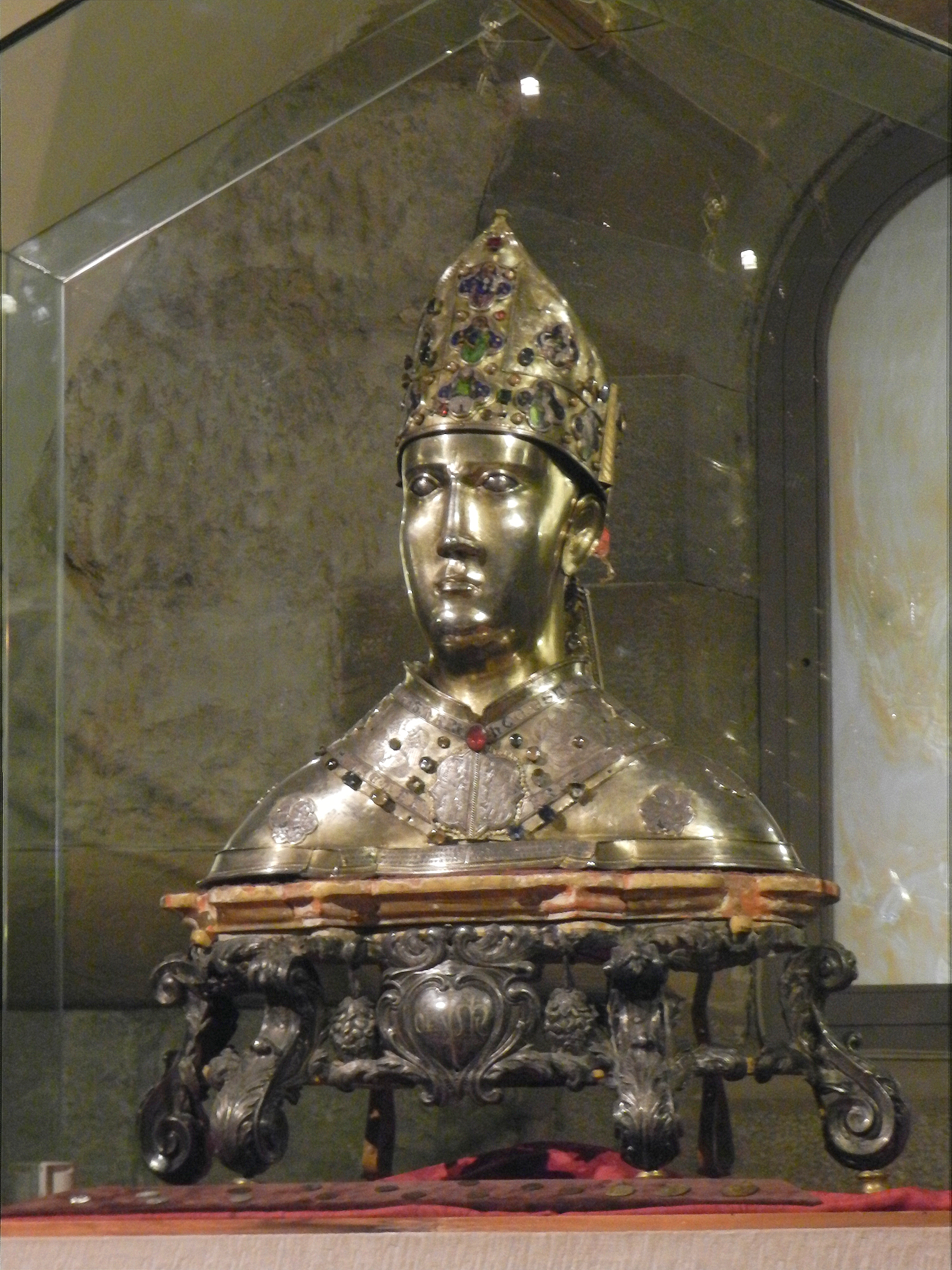
Die Reliquienbüste des hl. Donatus (1346) in der Krypta der Kirche Santa Maria della Pieve in Arezzo
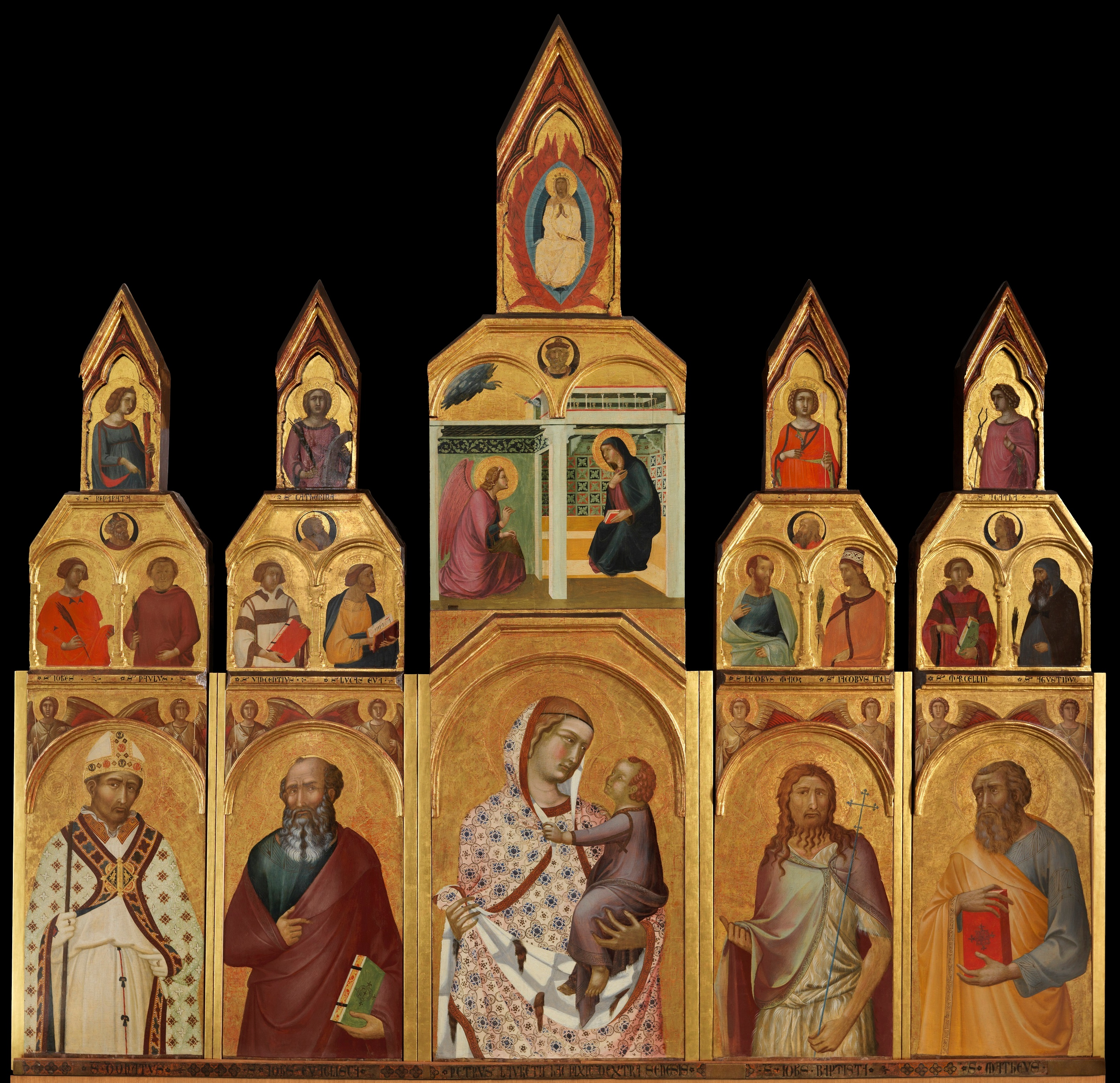
Das Tarlati Polyptychon von Pietro Lorenzetti (1320) in der Kirche Santa Maria della Pieve in Arezzo zeigt den heiligen Donatus (ganz links)
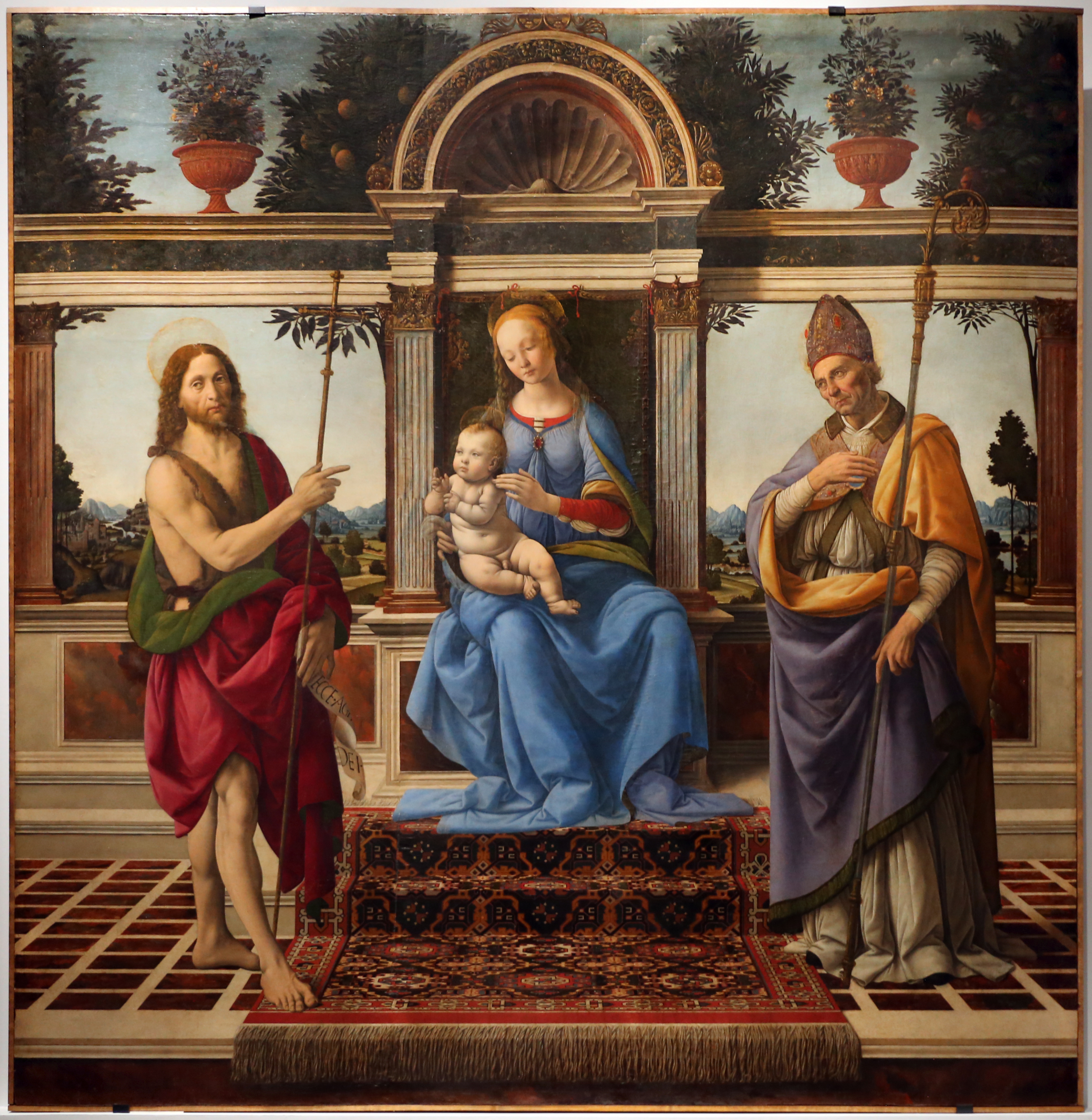
Madonna mit Johannes dem Täufer und Bischof Donatus von Andrea del Verrocchio (1436–1488) in der Kathedrale von Pistoia (um 1480)
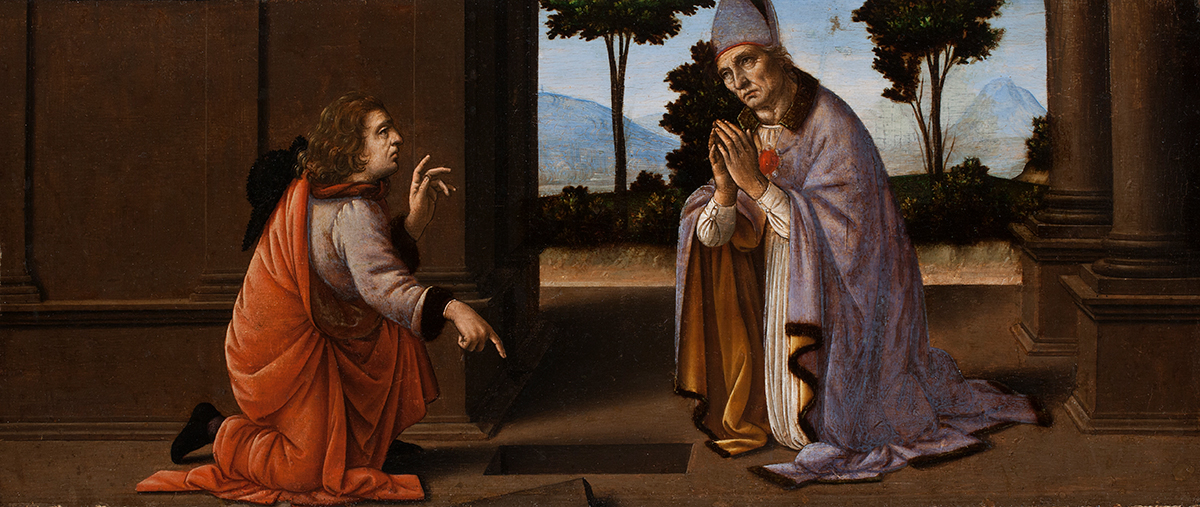
Der hl. Donatus und der Steuereintreiber von Lorenzo di Credi
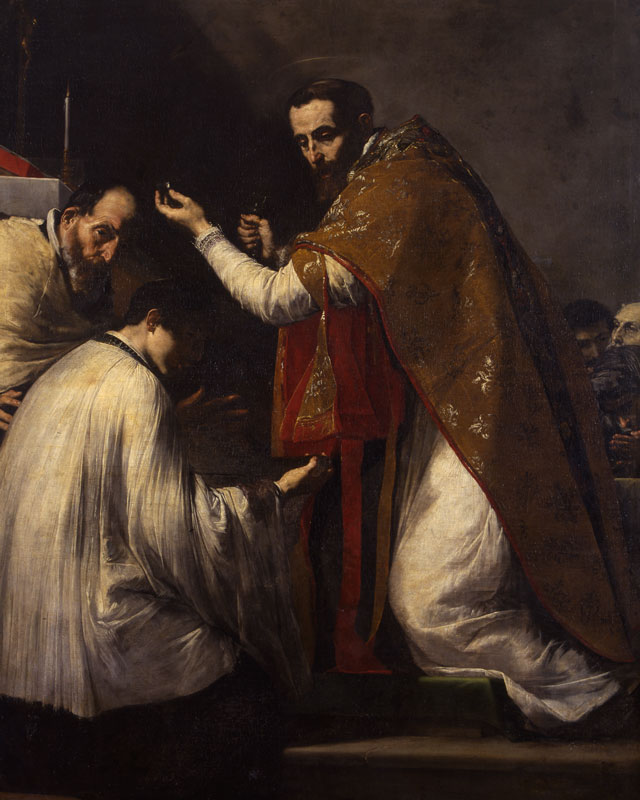
Das Wunder des hl. Donatus von José Ribera im Musée de Picardie in Amiens (17. Jh.)
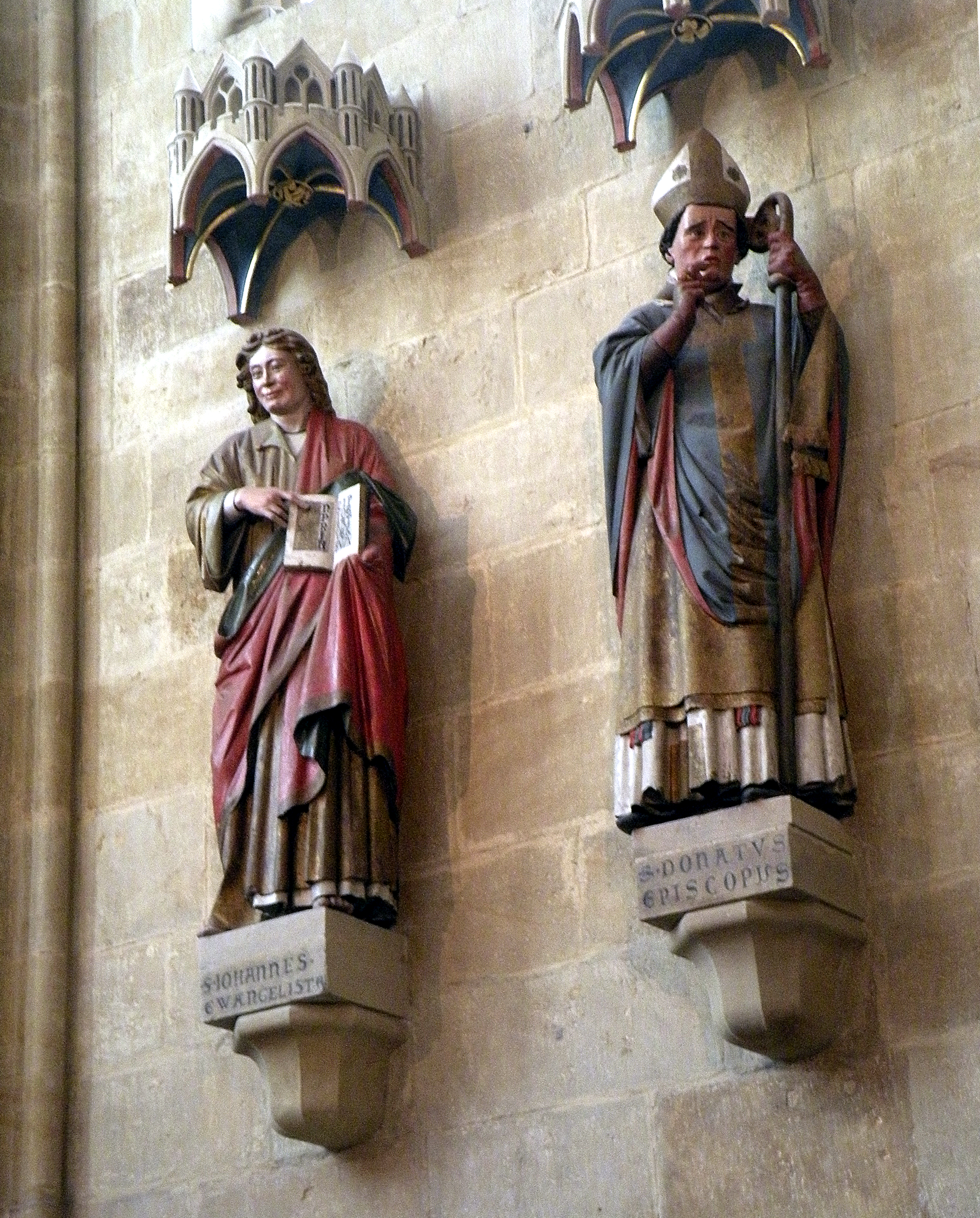
Skulpturen des Evangelisten Johannes und des hl. Donatus, Bischof von Arezzo – Patrone des Meißner Doms (14. Jh.)
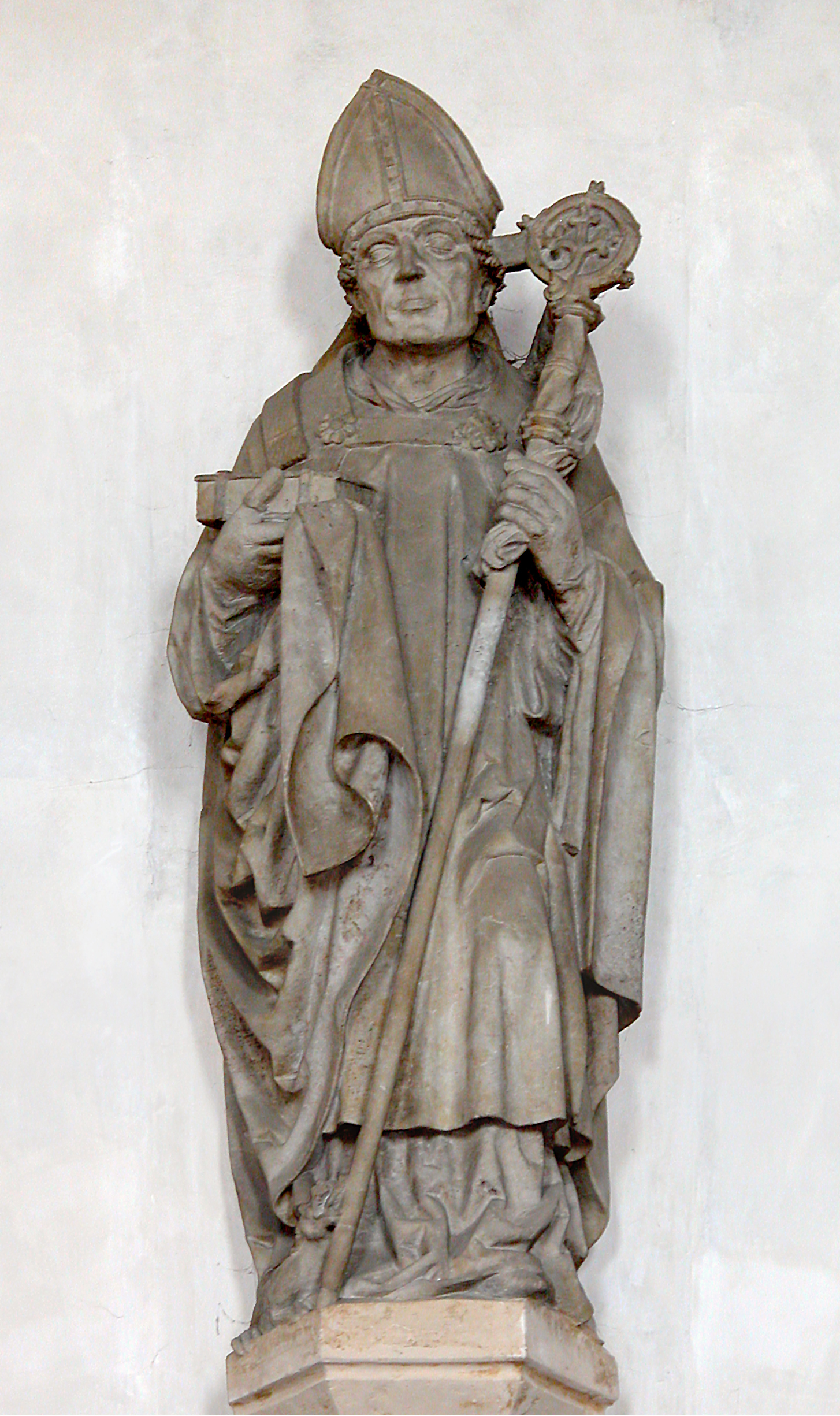
Skulptur des hl. Donatus im Dom St. Marien zu Wurzen
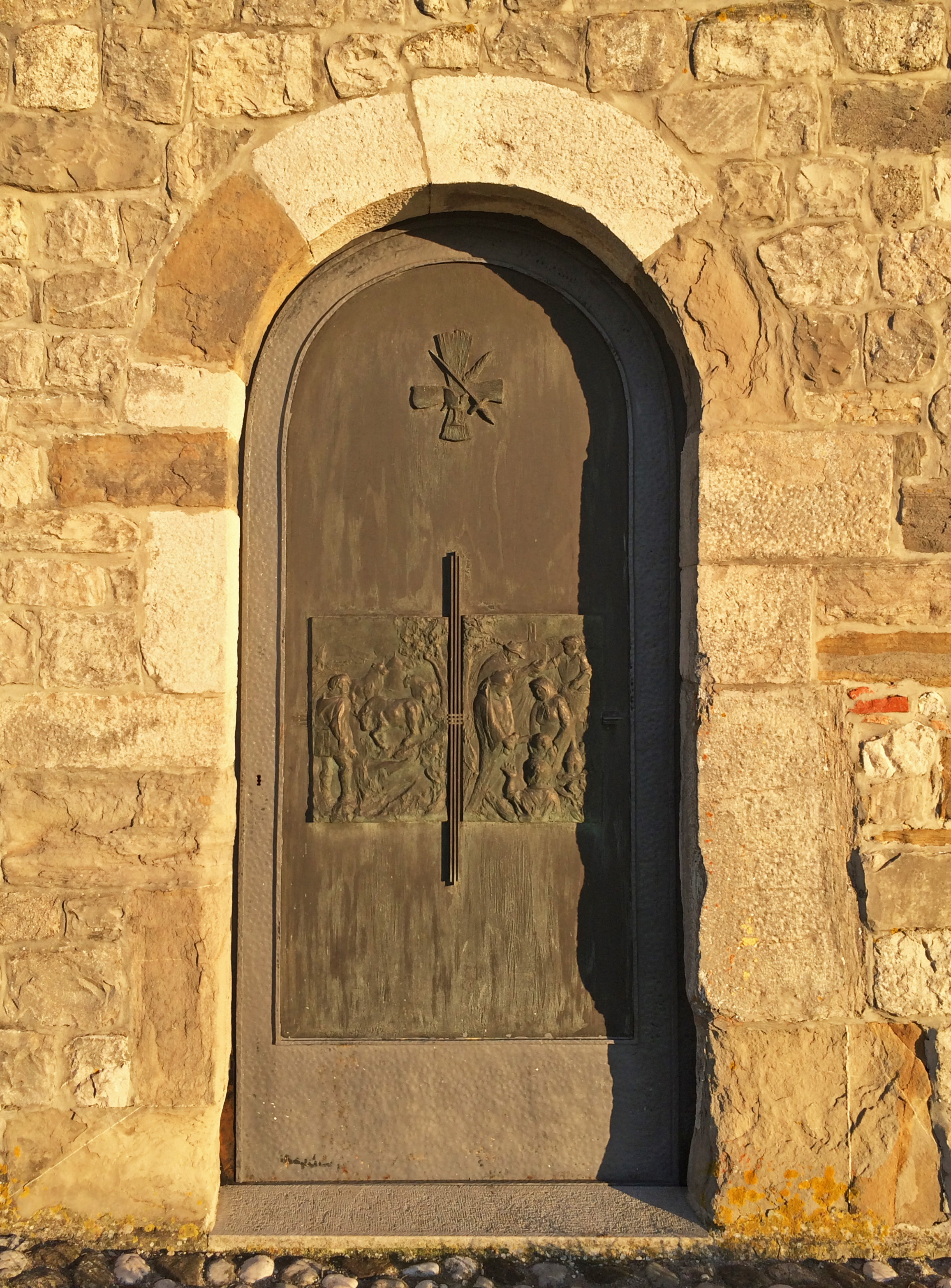
Bronzetür am Portal der Kirche San Donato in Valle in Moimacco mit der Legende des hl. Donatus
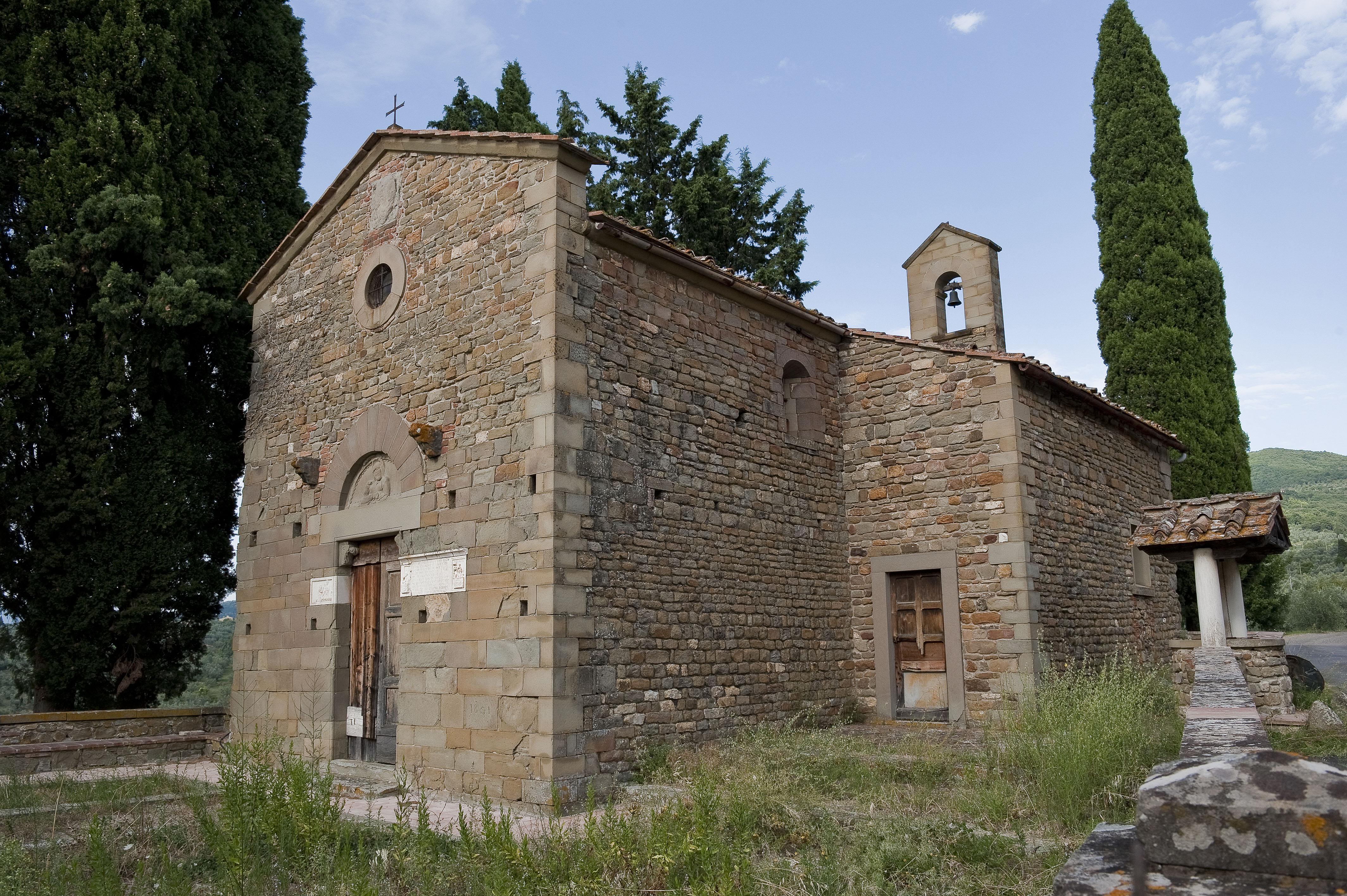
Oratorio di San Donato a Campignalla in Bagno a Ripoli bei Florenz
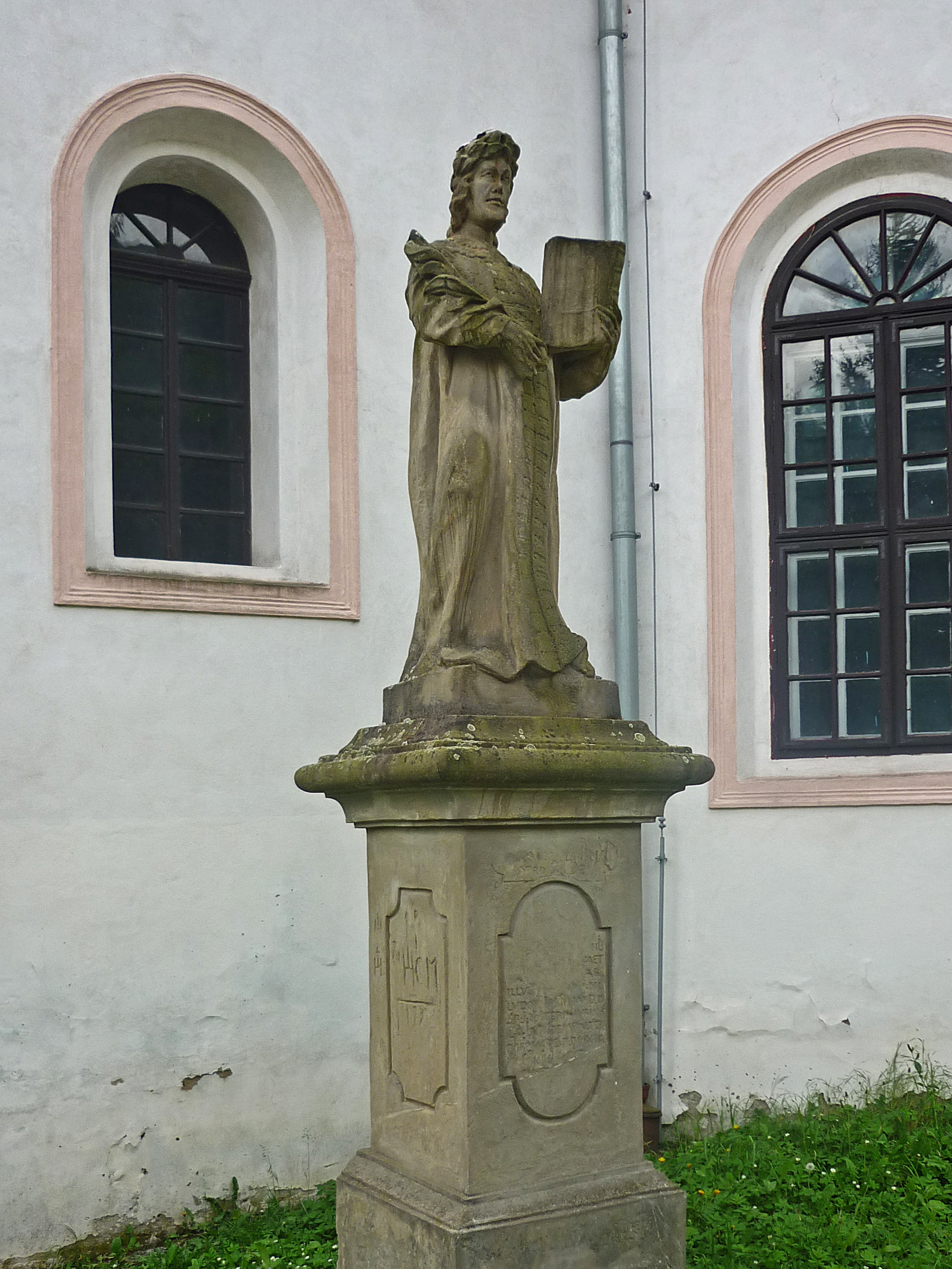
Statue des Hl. Donatus an der Kirche von Mojžíř (Mosern), OT von Ústí nad Labem (Aussig an der Elbe)